# Khumbu

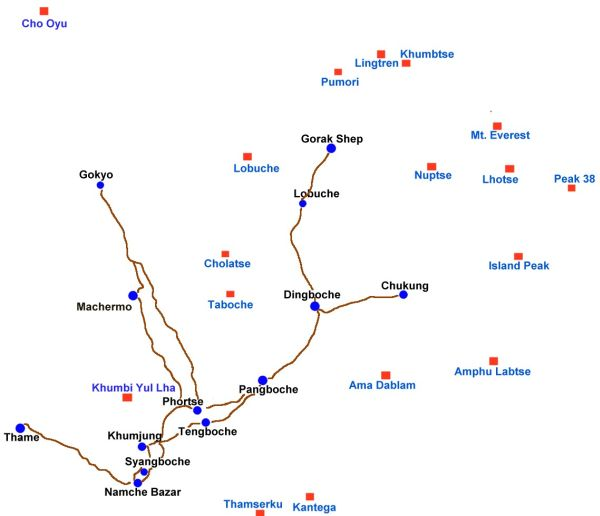
Kaart van de Khumburegio

De Khumbu (ook wel bekend als Everest Regio) is een berggebied in Nepal, dat samen met Solu het Solukhumbu District vormt. De Khumbu is bekend vanwege Mount Everest, de hoogste berg ter wereld. Het grootste deel van de bevolking is Sherpa. Bijna het gehele gebied is deel van het Sagarmatha National Park.  Hoewel de Khumbu slechts te voet of per helikopter bereikbaar is, is het gebied vanwege het toerisme een van de rijkste delen van Nepal. 

## Topografie
De Khumbu bestaat uit het komvormige drainagebekken van de bovenloop van de rivier Dudh Kosi, dat op zeer grote hoogte ligt. Het gehele gebied ligt boven de 2800 m en de gemiddelde hoogte is rond de 4500 m. In het zuiden wordt de Khumbu begrensd door de bergketens van Kongde Ri (6187 m), Thamserku (6608 m), Kantega (6779 m) en Ama Dablam (6856 m). In het noorden vormt de Mahalangur Himal de grens met Tibet. Deze bergketen bevat enkele van de hoogste bergen ter wereld.
De Dudh Kosi stroomt door het van noord naar zuid lopende Gokyodal en ontspringt uit de Ngozumpagletsjer, de langste gletsjer in de Himalaya. Dit dal heeft drie belangrijke zijdalen: ten westen ervan het dal van de Bhote Kosi met het dorp Thame, dat in het noorden doodloopt op Cho Oyu (8201 m), de zesde berg ter wereld. Langs Cho Oyu loopt de bergpas Nangpa La, die vroeger een belangrijke handelsroute met Tibet vormde. Ten westen van het Gokyodal ligt het dal van de Khumbu Khola, de rivier die ontspringt uit de Khumbugletsjer. Het bevat enkele kleine dorpen, waarvan Pheriche het grootst is. De Khumbugletsjer stroomt uit de Western Cwm, een cirque tussen de enorme wanden van Mount Everest (8850 m), Nuptse (7861 m) en Lhotse (8501 m). Op de gletsjer ligt het Everest Base Camp (op ongeveer 5200 m hoogte), waarvandaan de meeste expedities naar de top van de hoogste berg ter wereld worden ondernomen. 
Het meest oostelijke deel van de Khumbu is het zijdal van de Imja Khola. Deze rivier ontspringt in het gletsjerbekken tussen Nuptse en Lhotse enerzijds en Ama Dablam anderzijds, om daarna in zuidwestelijke richting te stromen. Het dal komt vlak na het dorp Dingboche samen met het dal van Pheriche en Everest Base Camp. Verder stroomafwaarts liggen de dorpen Pangboche en Tengboche, waarna de Imja Khola onder het dorp Phortse uitvloeit in de Dudh Kosi. Nog verder naar het zuidwesten komt de Dudh Kosi samen met de Bhote Kosi. Boven de vork van deze twee rivieren, op ongeveer 3480 m hoogte, ligt de belangrijkste nederzetting van het gebied, Namche Bazaar. Boven Namche Bazaar liggen nog de dorpen Khumjung en Kunde.
Vanaf Namche Bazaar stroomt de Dudh Kosi zuidwaarts door een klovig dal, waar de grootste dorpen Jorsale, Monjo, Phakding en Ghat zijn. Het Sagamatha National Park begint stroomopwaarts vanaf Jorsale. Verder stroomafwaarts gaat de Khumbu over in de Solu, maar de grens is niet scherp en soms worden ook de dorpen Lukla en Karikhola nog tot de Khumbu gerekend.

### Natuur
De lagere delen van de dalen zijn scherp in het gebergte ingesleten. Hoger wordt het landschap bepaald door glaciale landvormen. De dalen hebben veelal een relatief brede dalbodem en zijn aan alle kanten omsloten door steile bergkammen, bekroond met scherpe hoorns. De karakteristieke toppen van Ama Dablam, Thamserku en Cholatse zijn daarvan goede voorbeelden.
De sneeuwgrens ligt boven de 5500 m, maar de grote gletsjers die vanaf de bergwanden naar beneden stromen reiken veel lager. De alpiene, subalpiene en gematigde vegetatiezones zijn vertegenwoordigd in de dalen.
De hogere delen van de dalen liggen boven de boomgrens en bieden een landschap van alpiene weiden, waar in de zomer jaks grazen.
De hellingen rond Namche Bazaar, Thame en Pangboche zijn van nature begroeid met bos en struikgewas, waaronder verschillende soorten rhododendrons, berken en coniferen. Dit bos is de woonplaats van enkele bijzondere diersoorten, zoals de himalayaglansfazant, het muntjakhert en de kleine panda. Boven de boomgrens leven sneeuwluipaarden, maar deze zijn zo schuw dat ze vrijwel nooit door mensen gezien worden.
De legende van de yeti is sterk met het gebied verbonden. Met name in het gebied rond het dorp Thame zou het dier regelmatig gezien zijn. In de kloosters van de dorpen Tengboche en Khumjung werden enkele relieken bewaard die van yeti's afkomstig zouden zijn.

### Bevolking
In tegenstelling tot het lager gelegen Solu bestaat de bevolking van de Khumbu vrijwel geheel uit Sherpa's. Andere groepen zijn met name in de lager gelegen dorpen en Namche Bazaar vertegenwoordigd. Hier komen ook gezinnen van onder andere de Rai en Tamang voor. De Sherpa's zijn een Tibetaans volk, dat volgens de eigen traditie oorspronkelijk afkomstig is uit Kham, het oosten van Tibet. De Sherpa migreerden vanaf de 16e eeuw over de hoge bergpassen vanuit Tibet naar de Khumbu. Hun taal, het Sherpa, is een Tibetaanse taal die geschreven wordt met het Tibetaans alfabet. Net als in de rest van Nepal is de voertaal in de publieke ruimte echter Nepali, met name ook omdat andere groepen het Sherpa meestal niet machtig zijn.
Een uitzondering daarop vormen Tibetaanse vluchtelingen die sinds de Chinese bezetting van Tibet in 1951 naar Nepal zijn gevlucht. Sherpa is nauw verwant met andere Tibetaanse dialecten en onderling begrijpbaar. Daarnaast heeft de cultuur en religie van de Sherpa's veel gemeen met die van Tibet. De Nangpa La was een belangrijke route waarlangs Tibetaanse vluchtelingen hun land verlaten en relatief veel van deze vluchtelingen zijn sindsdien in de Khumbu blijven wonen.
De Sherpa zijn aanhangers van het Tibetaans boeddhisme, met zijn karakteristieke sjamanistische en animistische trekken. In een Sherpa-gemeenschap is een belangrijke rol weggelegd voor lama's, monniken die in "gumba's" (kloosters) leven. Vrijwel elk dorp in de regio heeft zijn eigen gumba. Niet alleen overzien de lama's religieuze festivals, ook spelen ze een belangrijke rol in het gezinsleven door het uitvoeren van riten bij onder andere overlijdens en huwelijken. Andere tekenen van het Tibetaanse boeddhisme in de openbare ruimte zijn de alom aanwezige "mani-muren", muren van platte stenen waarin Tibetaanse mantra's zijn uitgebeiteld, en zogenaamde "chörtrens", stoepa's van het Tibetaanse type.